# William Henry Smyth
Pour les articles homonymes, voir Smyth.
William Henry Smyth (21 janvier 1788 - 9 septembre 1865) est un officier de la Royal Navy devenu astronome et écrivain.

## Biographie
William Henry Smyth est le fils d'un soldat loyaliste américain qui, ayant perdu toutes ses possessions pendant la guerre d'indépendance, s'est retiré en Angleterre.
Smyth sert dans la Royal Navy en Méditerranée pendant les guerres napoléoniennes. Son intérêt pour l'astronomie nait à l'occasion de sa rencontre avec l'astronome italien Giuseppe Piazzi à Palerme en 1817. Il prend sa retraite de la marine avec le grade d'admiral en 1825 et construit un observatoire privé à Bedford, en Angleterre.
En 1839, il quitte Bedford pour Cardiff où il doit superviser la construction des nouveaux docks. Son observatoire est détruit, mais son télèscope finira au London Science Museum.
Trois ans plus tard, en 1842, il se retire à Stone près d'Alesbury où il décède en 1865.
Une mare lunaire est nommée Mare Smythii en son honneur.

## Publications
Il publie les observations, qu'il fait dans son observatoire de Bedford, en 1844, dans son ouvrage Cycle of celestial objects. Cet ouvrage, qui lui vaut la médaille d'or de la Royal Astronomical Society, sera suivi d'un second volume connu sous le nom de Bedford Catalogue entièrement consacré à la description de 1604 étoiles doubles et nébuleuses, destiné à la marine militaire et aux astronomes amateurs.
Il donne plus tard, en deux volumes, la description du château et de l'observatoire d'Hartwell.
En 1854, il publie The Mediterranean: a memory physical historical and nautical, description physique, historique et nautique de la mer Méditerranée.
De nombreux mémoires seront également publiés sur des sujets touchant non seulement l'astronomie mais aussi la navigation, la géographie ou la numismatique.

## Fonctions
- Amiral de la Royal Navy
- Président fondateur de la Société géographique de Londres
- Directeur de la Société des antiquaires de Londres
- Secrétaire de la Société royale
- Président de la Société royale astronomique
- Correspondant de l'Académie des sciences de Paris